# Амлаф
Амлайб мак Ілдуйбл (ірл. Amlaíb mac Ilduilb, Amhlaigh, англ. Amlaíb), також Амлаф, Авлай, Амлайг — король Альби (Шотландії) або претендент на шотландських престол. Помер у 977 році. Імовірний час правління або час претензій на трон Альби 973—977 роки. Син Ілдуйбла, брат Кулена. Його ім'я нетипове і нетрадиційне для Шотландії, має або давньонорвезьке або гельсько-норвезьке походження. Є давньоірландським еквівалентом імені Олаф (Улаф). Сьогодні це ім'я не використовується ні в Ірландії, ні в Шотландії.

## Життєпис
Приблизно у 973 році Амлайб здійняв заколот проти короля Альби (Шотландії) Кеннета ІІ, можливо, підкорив собі частину Шотландії, але в 977 році був вбитий Кеннетом ІІ.
Ім'я не включено в жоден з відомих списків королів Шотландії, він не згадується як король при описі зустрічі Кеннета ІІ та Едгара Миролюбивого в Честері. Про його королівський титул говориться тільки в ірландському джерелі — «Літописі Тігернаха», де розповідається про вбивство Амлайба королем Кеннетом ІІ у 977 році і Амлайб називається «королем Альби».